# Seguro del automóvil
El seguro del automóvil es un contrato de seguro que cubre los riesgos creados por la conducción de automóviles en caso de causar un accidente.  Es uno de los típicos costos de operar un vehículo.
Existe una modalidad básica, cuya contratación es obligatoria por los propietarios de todo vehículo, denominada por ello seguro obligatorio del automóvil que cubre la responsabilidad civil del propietario y del conductor del vehículo —en el caso de que no sean la misma persona— por los daños y lesiones que causen a terceros. Incluye también la defensa apostólica hasta ciertos límites. Esta modalidad está regulada de forma detallada por la normativa estatal.
Junto a esta modalidad básica se pueden contratar otros complementos voluntarios: lo que se denomina seguro de responsabilidad civil voluntario, que cubre las posibles indemnizaciones a terceros por encima de las cantidades incluidas en el seguro obligatorio; el seguro de ocupantes, lo mismo que el anterior pero específicamente para los ocupantes del vehículo; el seguro de daños propios o seguro a todo riesgo, por los daños que pueda sufrir el vehículo del propio asegurado; el seguro de lunas, por los daños a las lunas del propio vehículo, es una subespecie del anterior; el seguro de accidentes del conductor, que es un seguro sobre la vida del propio conductor, ya que este no está cubierto por el seguro obligatorio; el seguro de defensa jurídica en cuanto no esté cubierto por el obligatorio; la asistencia en viaje, etc.

También existe la variante «con franquicia» que se utiliza sobre todo en los seguros de coche a todo riesgo que en vez de cubrir el total del siniestro, solo lo hace a partir de una cantidad que soporta el asegurado.

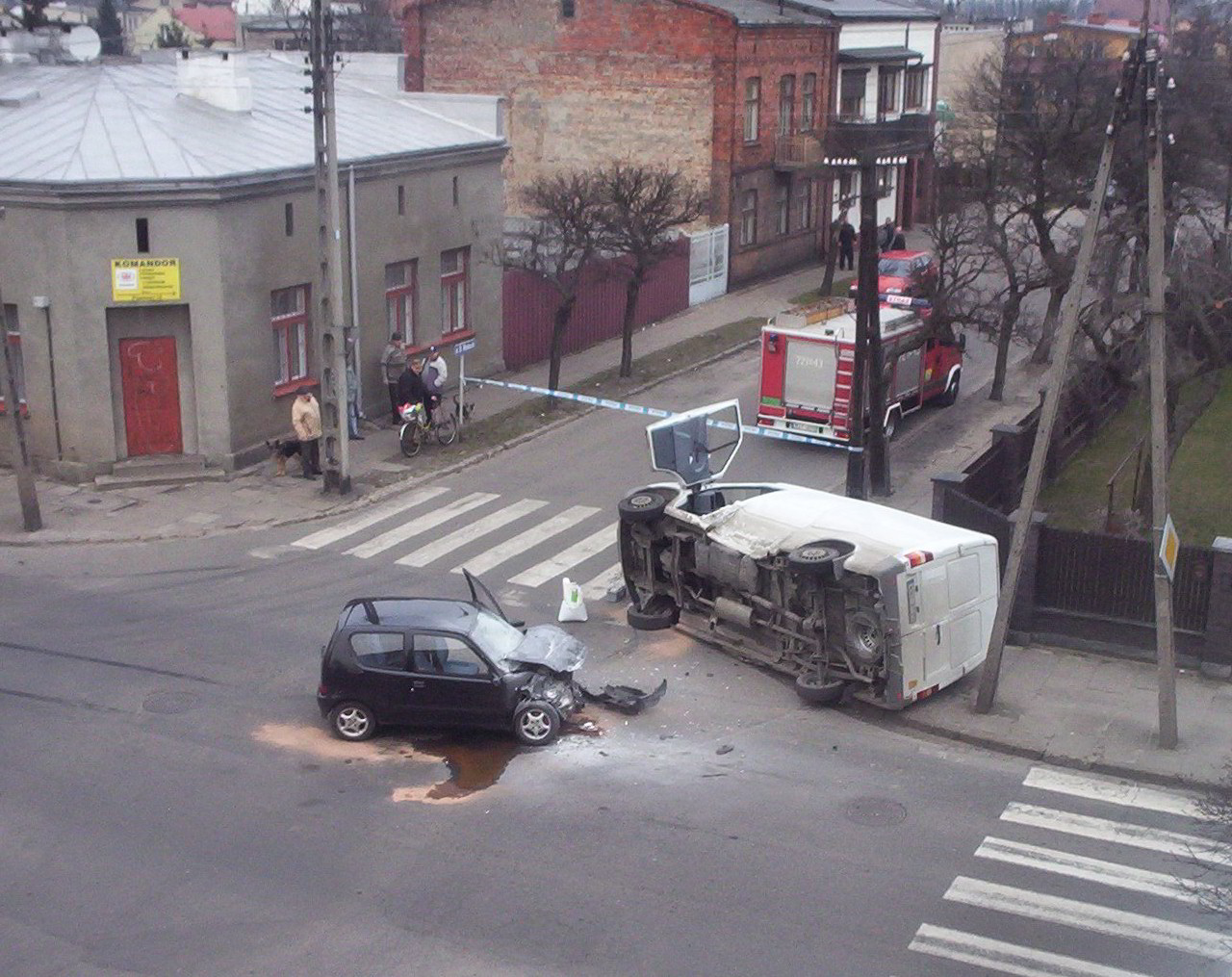
El seguro del automóvil es un contrato de seguro que cubre los riesgos creados por la conducción de automóviles en caso de causar un accidente.

No hay modalidades básicas, se denominan coberturas y sus características son las siguientes:
- Cobertura Responsabilidad Civil: esta cobertura solo cubre los daños o lesiones que cause el vehículo que está asegurado a terceros ya sean en sus bienes o personas, quedan excluidos el robo del vehículo y sus daños.
- Cobertura Limitada: esta cobertura cubre los daños o lesiones que cause el vehículo que está asegurado a terceros ya sean en sus bienes o personas y también está amparado el robo del vehículo, en esta cobertura no quedan amparados los daños del vehículo asegurado.
- Cobertura Amplia: esta cobertura cubre los daños o lesiones que cause el vehículo que está asegurado a terceros ya sean en sus bienes o personas queda amparado el robo del vehículo y también quedan amparados los daños del vehículo asegurado.

En cada cobertura incluyendo la defensa jurídica queda especificado el monto por el cual la compañía de seguros responderá.
Se cuenta con otras coberturas que cada persona elige al igual que las anteriores si las necesita o no, esta son:
- Adaptaciones o conversiones
- Accidentes al conductor
- Auxilio Vial o Asistencia en carretera

## Normativa por país

### España
En España, el seguro del automóvil está regulado por el Real Decreto Legislativo 8/2004, de 29 de octubre, por el que se aprueba el texto refundido de la Ley sobre responsabilidad civil y seguro en la circulación de vehículos a motor. Esta regulación establece la obligación de suscribir y mantener en vigor un contrato de seguro que cubra, al menos, la Responsabilidad Civil Obligatoria, con el objetivo de garantizar que todas las víctimas de accidentes de tráfico reciban una indemnización adecuada, incluso cuando el causante carezca de recursos suficientes. Esta obligación afecta a todos los vehículos a motor inscritos en la Dirección General de Tráfico, incluso aun cuando no transiten por vías públicas.
El seguro de Responsabilidad Civil Obligatoria tiene como objetivo principal cubrir cualquier daño a terceros que podamos causar mientras conducimos nuestro coche. Los daños causados a terceros, tal y como recoge el Reglamento del Seguro Obligatorio de Responsabilidad Civil en la Circulación de Vehículos a Motor, pueden ser de dos tipos:
- Físicos o personales: Es el daño causado a personas, ya sea a cualquiera de los ocupantes de otro vehículo como a un peatón.
- Materiales: Cualquier daño causado en otro coche, propiedad o en el mobiliario urbano.

Según lo establecido por la V Directiva Europea del Auto, en las coberturas de este seguro no están incluidos los daños causados a bienes materiales de terceros con los que exista una relación de afinidad o parentesco de hasta el “tercer grado de consanguinidad o afinidad” entre el conductor del vehículo y la persona a indemnizar. A fin de evitar fraudes, el seguro de Responsabilidad Civil Obligatoria no cubrirá ningún accidente en el que el tercero afectado sea un familiar del conductor contratante del seguro. Otro aspecto que no está cubierto son los daños propios ya sean físicos o materiales del conductor del vehículo.
Actualmente 36 empresas aseguradoras en España comercializan seguros para coche. Las condiciones varían sustancialmente en función de cada aseguradora, el tipo de seguro elegido y el modelo de vehículo a asegurar. Otros factores también pueden influir de forma considerable las condiciones que ofrecen las diferentes aseguradoras a cada cliente: La edad y el historial de siniestralidad del conductor habitual, su localidad de residencia o la potencia del vehículo pueden ser elementos determinantes a la hora de fijar la prima de riesgo de cada cliente.

#### El Consorcio de Compensación de Seguros
La figura del Consorcio de Compensación de Seguros surge en España para cubrir aquellos siniestros que hayan sido ocasionados por fenómenos naturales o para indemnizar al afectado de un siniestro cuando la compañía contraria no se haga responsable o no haya podido ser identificada. Este tipo de situaciones pueden darse en el caso de accidentes causados por vehículos sin seguro, coches robados o atropellos con fuga en los que no ha sido posible identificar al infractor.
De forma paralela en algunas ocasiones ninguna empresa aseguradora quiere hacerse cargo de proteger a un determinado cliente, o bien, aun teniendo este una póliza en vigor, la compañía decide dejar de proporcionar dicha garantía al conductor asegurado.
Si se produce alguna de las situaciones anteriores y el conductor no consigue encontrar ninguna compañía que lo asegure podrá acudir, en última instancia, al Consorcio de Compensación de Seguros. Este organismo será el encargado de cubrir el riesgo cuando el cliente haya recibido, al menos, dos negativas por parte de las empresas aseguradoras.
El único producto que el Consorcio de Compensación de Seguros puede ofrecer es el seguro de Responsabilidad Civil de Vehículos a Motor de Suscripción Obligatoria, que cubre únicamente los daños causados a terceros. De este modo, quedan excluidas coberturas como daños propios, robo del vehículo, reclamación de daños o defensa jurídica, entre otras.

### Argentina
En el mercado argentino existen cuatro tipos de pólizas que han sido categorizadas para una mejor organización e interpretación de la oferta: 
- Cobertura A: Denominada de responsabilidad civil, es una cobertura de instancia básica y obligatoria. También conocida como seguro contra terceros, responde por los daños y/o perjuicios que el propietario del vehículo pudiera ocasionar a terceras personas y/o sus bienes. La suma asegurada mínima para esta cobertura es fijada por la Superintendencia de Seguros de la Nación.
- Cobertura B: Además de la responsabilidad civil, esta póliza cubre el robo total, incendio total y destrucción total del vehículo por accidente. También es conocida como seguro de daños totales.
- Cobertura C: Además de la responsabilidad civil, esta cobertura cubre el robo total y/o parcial, incendio total y/o parcial y destrucción total del vehículo por incendio o por accidente. También es conocida como seguro contra terceros completo, se puede contratar como adicionales la cobertura de daños por granizo, robo de ruedas y rotura de cristales (luneta, parabrisas, y los cristales de las puertas)
- Cobertura D: En el caso de desear el máximo nivel de cobertura, lo más apropiado sería optar por la cobertura D, conocida como seguro contra todo riesgo. La misma suele ser recomendada para los autos 0km, por lo menos durante los primeros 3 o 4 años. Esta póliza incluye todas las coberturas de la opción C con sus adicionales y agrega los daños de destrucción parcial por incendio o accidente con franquicia.

La franquicia puede ser fija o variable. En la franquicia fija, la póliza tiene establecido un monto en pesos y en caso de ser responsable de un siniestro ese importe será el que deberá abonar el asegurado para la reparación de su vehículo. La franquicia variable es un porcentaje del valor que tiene el vehículo en la Póliza (Suma asegurada) o del mismo vehículo kilómetro 0.

### México
A partir de octubre del 2014 en México en algunos estados se hizo obligatorio el seguro de auto de responsabilidad civil. Se trata de 15 estados (incluyendo a la Ciudad de México).Con la reforma a la Ley de Caminos, Puentes y Autotransporte Federal es obligatorio que los autos modelo 2008 en adelante, cuenten con un seguro para transitar en las carreteras federales. La cobertura mínima con la que se debe contar es la de responsabilidad civil y debe poder cubrir la cantidad mínima de $100,000 pesos.
En caso de no contar con seguro, el conductor se hará acreedor a una multa de entre $1,400 y $1,800 pesos. A partir del 2016 es obligatorio que cuenten con seguro, todos los vehículos del 2005 en adelante, con un valor de $135,690.
A partir del 2017 en México ya se puede contratar seguro de auto por kilómetro y pagar solo por los kilómetros recorridos. Esta modalidad de seguro existe para cobertura limitada y amplia. Algunas de las aseguradoras que han lanzado este tipo de seguro, son: AIG, Seguros Atlas y HDI.

### Chile
En Chile, el seguro automotriz es obligatorio ante accidentes personales. Otorga cobertura en caso de muerte y lesiones corporales que sean consecuencia directa de accidentes en los cuales intervenga el vehículo asegurado. Es un seguro exigido y regulado por la Ley N° 18.490 y creado por la Superintendencia de Valores y Seguros. El seguro SOAP se puede contratar directamente en una aseguradora o por internet en los sitios web de éstas o a través de sistema POS. 
Los montos de indemnización son: 
- Muerte: 300 UF por persona
- Incapacidad permanente total: 300 UF por persona
- Incapacidad permanente parcial: hasta 200 UF por persona
- Gastos médicos hospitalarios: hasta 300 UF (nivel 03 FONASA)[6]

### Colombia
En Colombia, el seguro obligatorio, conocido como SOAT, otorga cobertura en caso de muerte y lesiones corporales que sean consecuencia directa de accidentes en los cuales intervenga el vehículo asegurado.[cita requerida]

### República Dominicana
En la República Dominicana existe una modalidad básica cuya contratación es obligatoria para todos los propietarios y conductores de automóviles.
Esta modalidad está regulada de forma detallada por la normativa Ley 146- 02.
La misma estipula en parte que el seguro obligatorio cubre además lesiones causadas a terceros, incluyendo a su vez la defensa judicial hasta ciertos límites.